# Ribose
A ribose, também denominada D-Ribose, é um carboidrato monossacarídeo pentose da família das aldopentoses (função aldeído: CHO), constituída por cinco átomos de carbono, dez de hidrogênio e cinco de oxigênio (C5H10O5). Foi descoberta em 1905 por Phoebus Levene.
Faz parte da estrutura do RNA e de diversos nucleosídeos relacionados com o metabolismo: ATP (adenosina trifosfato), GTP (guanosina trifosfato), NADH (nicotinamida adenina dinucleotídeo), entre outros.

## Funções
ATP é derivado da ribose; contém uma ribose, três grupos fosfato e uma base adenina. ATP é criado durante respiração celular do adenosina difosfato (ATP com um grupo fosfato a menos).

### Biossíntese de nucleotídeos
Os nucleotídeos são sintetizados através de salvamento ou síntese de novo. Salvamento de nucleotídeos usa pedaços de nucleotídeos produzidos anteriormente e os ressintetiza para uso futuro.  Em de novo, aminoácidos, dióxido de carbono, derivados de folato e Fosforribosil pirofosfato (PRPP) são usados para sintetizar nucleotídeos.  Tanto a síntese de novo quanto a de salvamento requerem PRPP, que é sintetizado a partir de ATP e ribose 5-fosfato por uma enzima chamada PRPP sintetase.

### Vias de sinalização
Ribose é um bloco de construção em moléculas de sinalização secundária, tais como monofosfato cíclico de adenosina (cAMP) o qual é derivado do ATP.  Um caso específico no qual cAMP é usado é em via de sinalização dependente de cAMP.  Em via de sinalização de cAMP, um receptor hormonal estimulador ou inibitório é ativado por uma molécula sinal.  Esses receptores estão ligados a um mecanismo regulador estimulador ou inibitório de proteína G.  Quando uma proteína G estimulante é ativada, adenilato ciclase catalisa ATP em cAMP pelo uso de Mg2+ ou Mn2+.  cAMP, um mensageiro secundário, então passa a ativar proteína quinase A, a qual é uma enzima que regula o metabolismo celular.  Proteína quinase A regula enzimas metabólicas por fosforilação a qual causa uma alteração na célula dependendo da molécula sinalizadora original.  O oposto ocorre quando uma proteína G inibitória é ativada; a proteína G inibe adenilil ciclase e ATP não é convertido a cAMP.   

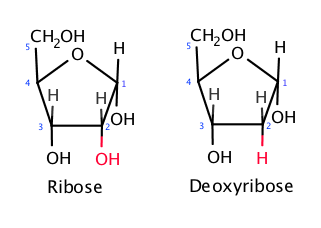
A diferença entre ribose e deoxiribose é a presença de um 2'OH

### Metabolismo
A ribose é chamada de "moeda molecular" devido ao seu envolvimento nas transferências de energia intracelular.  Por exemplo, dinucleótido de nicotinamida e adenina (NAD), dinucleótido de flavina e adenina (FAD) e fosfato de dinucleótido de nicotinamida e adenina (NADP) todos contém o grupamento d-ribofuranose.  Cada um deles pode ser a forma derivada d-ribose depois de ser convertido para d-ribose-5-fosfato pela enzima riboquinase. NAD, FAD e NADP atuam como aceitadores de elétrons em reações redox bioquímicas nas principais vias metabólicas, incluindo glicólise, o ciclo do ácido cítrico, fermentação e a cadeia de transporte de elétrons.

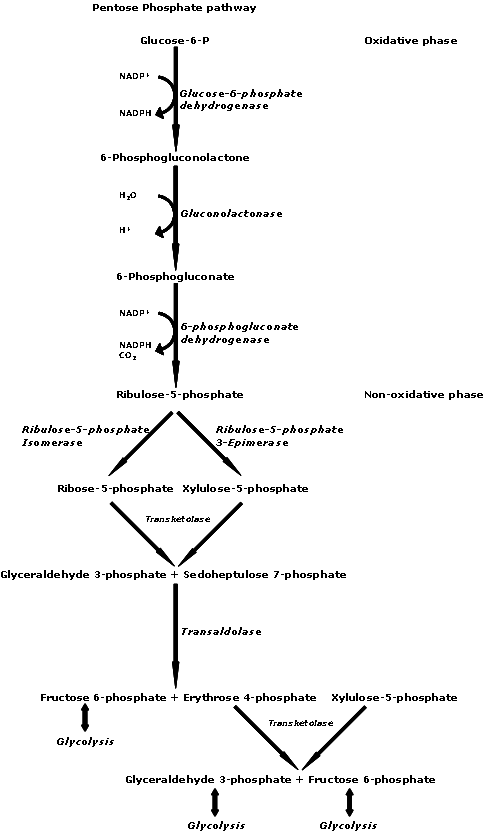
Via das pentoses fosfato: começa com -glucose e inclui -ribose 5-fosfato como um intermediário.

## Isomeria
D-Ribose possui a mesma configuração química que a molécula de D-gliceraldeído.

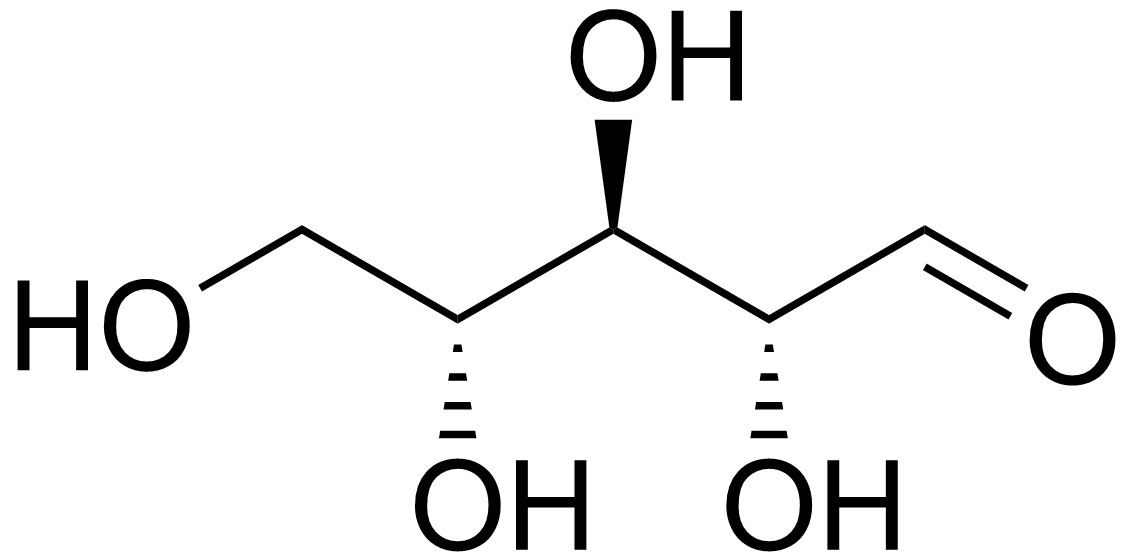
Ribosena forma acíclica

Em solução aquosa, a forma isomérica predominante é a beta-D-Ribopiranose (58,5%).
| Isômeros da D-Ribose | Isômeros da D-Ribose   | Isômeros da D-Ribose   |
| Forma linear         | Projeção de Haworth    | Projeção de Haworth    |
| -------------------- | ---------------------- | ---------------------- |
| <1%                  | α-D-Ribofuranose 6,5%  | β-D-Ribofuranose 13,5% |
| <1%                  | α-D-Ribopiranose 21,5% | β-D-Ribopiranose 58,5% |

## Modificações

### Modificações na natureza
Riboquinase catalisa a conversão de d-ribose a d-ribose 5-fosfato.  Uma vez convertido, d-ribose-5-fosfato está disponível para a produção dos aminoácidos triptofano e histidina, ou para o uso na via das pentoses-fosfato.  A absorção de d-ribose é 88–100% no intestino delgado (até 200 mg/kg·h).
Uma modificação importante ocorre na posição C2' da molécula de ribose.  Ao adicionar um grupo O-alquil, a resistência nuclear do RNA é aumentada devido a forças estabilizadoras adicionais.  Essas forças estão se estabilizando devido ao aumento de ligação de hidrogênio intramolecular e um aumento na estabilidade da ligação glicosídica.
O aumento resultante da resistência leva ao aumento da meia-vida de siRNA e o potencial terapêutico potencial em células e animais.  A metilação de ribose em locais específicos está correlacionado com uma diminuição na estimulação imunológica.

### Modificações sintéticas
Junto com a fosforilação, as moléculas de ribofuranose podem trocar seu oxigênio com selênio e enxofre para produzir açúcares semelhantes que variam apenas na posição 4'.  Esses derivados são mais lipofílicos do que a molécula original. O aumento da lipofilicidade torna essas espécies mais adequadas para uso em técnicas tais como RCP, aptâmero de RNA pós-modificação, tecnologia anti-sentido e por dados cristalográficos de raios X de fase.
Semelhante às modificações 2' na natureza, uma modificação sintética da ribose inclui a adição de flúor na posição 2'.  Esta ribose fluorada age de forma semelhante à ribose metilada porque é capaz de suprimir a estimulação imunológica dependendo da localização da ribose na fita de DNA.  A grande diferença entre metilação e fluoração é que a última ocorre somente por meio de modificações sintéticas. A adição de flúor leva a um aumento na estabilização da ligação glicosídica e a um aumento das ligações de hidrogênio intramoleculares.

## Usos médicos
d-Ribose tem sido sugerido para uso na gestão de insuficiência cardíaca congestiva (bem como outras formas de doenças cardíacas) e para síndrome da fadiga crônica (SFC), também chamada de encefalomielite miálgica (EM) em um estudo subjetivo, aberto, não cego, não randomizado e não cruzado.
d-Ribose suplementar ignora parte da via das pentoses-fosfato, uma via de produção de energia, para produzir d-ribose-5-fosfato.  A enzima glicose-6-fosfato desidrogenase (G-6-PDH) é frequentemente escasso nas células, mas mais ainda nos tecidos doentes, como em células miocardiais em pacientes com doença cardíaca.  O fornecimento de d-ribose na mitocôndria está diretamente correlacionado com a produção ATP; suprimento reduzido de d-ribose reduz a quantidade de ATP sendo produzida.  Estudos sugerem que a suplementação d-ribose após isquemia tecidual (e.g. isquemia miocárdica) aumenta a produção de ATP miocardial, e, portanto, função mitocondrial.  Essencialmente, administrar d-ribose suplementar ignora uma etapa enzimática na via da pentose fosfato, fornecendo uma fonte alternativa de 5-fosfo-d-ribose 1-pirofosfato para a produção de ATP.  d-Ribose suplementar na recuperação de níveis de ATP ao mesmo tempo que reduz a lesão celular em humanos e outros animais.  Um estudo sugeriu que o uso de d-ribose suplementar reduz a instância de angina em homens com doença arterial coronariana diagnosticada. d-Ribose tem sido usado para tratar muitas condições patológicas, como síndrome da fadiga crônica, fibromialgia e disfunção miocárdica.  Também é usado para reduzir sintomas de cãibras, dor, rigidez, etc. após exercícios e para melhorar o desempenho atlético.

## Uso em atividade física
A ribose é comumente utilizada durante a atividade física como complemento para estimular a imediata produção de ATP pelas células musculares, permitindo aos músculos continuarem a trabalhar de forma otimizada.
Estudos mostram que as reservas de ATP podem decrescer de 60% a 70% durante exercícios exaustivos e podem levar mais de 72 horas para serem adequadamente repostas.
A ribose consegue aumentar os estoques intramusculares de ATP porém, não consegue melhorar a performance atlética, segundo Dhanoa e Housner (2007),